# Lê Hợi
Lê Hợi (1947 – ) có bút danh là Thanh Minh, là một nam đạo diễn - nhà quay phim tài liệu, sĩ quan Quân đội nhân dân Việt Nam với quân hàm Đại tá.

## Tiểu sử
Lê Hợi sinh ngày 19 tháng 2 năm 1947 tại Phú Thọ, nhập ngũ ngày 12 tháng 1 năm 1967 và kết nạp Đảng Cộng sản Việt Nam năm 1977. Ông được phong tặng danh hiệu Nghệ sĩ ưu tú năm 2007.

## Tác phẩm
| Năm  | Tựa đề                        | Vai trò khác             | Đạo diễn   | Chú thích   |
| ---- | ----------------------------- | ------------------------ | ---------- | ----------- |
| 1968 | Đường dây quyết thắng         |                          | Ngọc Quỳnh | [ 2 ]       |
| 1981 | Tổ quốc trên một vùng đảo nhỏ |                          |            | [ 1 ]       |
|      | Ngôi sao không tắt            |                          | Trần Phi   |             |
| 1984 | Nhịp sống mặt trận            |                          |            | [ 3 ] [ 1 ] |
| 1984 | Giữ đất                       |                          |            | [ 3 ]       |
| 1984 | Đồng Văn tháng 5/1984         |                          |            | [ 3 ]       |
| 1984 | Thị xã yên tĩnh               |                          |            | [ 3 ]       |
| 1987 | Ngôi sao không tắt            |                          | Trần Phi   | [ 3 ]       |
| 1994 | Hoa ban đỏ                    | Trợ lý giám đốc sản xuất | Bạch Diệp  | [ 4 ]       |

## Giải thưởng
| Năm  | Lễ trao giải                      | Phim                          | Hạng mục           | Kết quả   | Chú thích   |
| ---- | --------------------------------- | ----------------------------- | ------------------ | --------- | ----------- |
| 1988 | Liên hoan phim Việt Nam lần thứ 8 | Tổ quốc trên một vùng đảo nhỏ | Quay phim xuất sắc | Đoạt giải | [ 5 ] [ 6 ] |
| 1988 | Liên hoan phim Việt Nam lần thứ 8 | Nhịp sống mặt trận            | Quay phim xuất sắc | Đoạt giải | [ 1 ]       |
| 1988 | Liên hoan phim Việt Nam lần thứ 8 | Ngôi sao không tắt            | Quay phim xuất sắc | Đoạt giải |             |